# Castell termenat
Castell termenat era una circumscripció territorial centrada en un castell. No tots els castells disposaven de terme, sent un castell amb terme dels més importants del regne, i podia contenir diverses parròquies, poblacions o estructures militars de rang inferior com domus, turris o quadres. Correspondria a l'equivalent a una baronia posterior.
Els castells al segle X tenien funció defensiva contra els musulmans i contra altres nobles, no es podien aixecar sense permís del rei, i la seva ubicació era en llocs elevats i aïllats però de difícil defensa, i a partir del segle XI per l'usatge castellani molts castells passaren a ser administrats per nobles i cavallers, tant si fou per delegació de funcions o com si ho fou per una relació feudal, i a Catalunya, a partir de mitjans de segle XIII, regits per les commemoracions de Pere Albert, els castells més importants van començar a rebre un territori (terme), que havia d'estar limitat amb fites sobre el que el senyor o castlà tenia jurisdicció civil sobre els residents al seu terme, i a ells oferia protecció i refugi a canvi de la contribució al manteniment i defensa. El senyor pel dret de recollida a canvi havia de defensar als habitants del terme, per a qui el castell feia de refugi natural en moments de perill, i als qui acollia amb els seus béns.